# Ловът
Ловът (на английски: Hunt) е американски филм на ужасите от 2020 г. на режисьора Крейг Собел, по сценарий на Ник Къс и Деймън Линделоф, във филма участват Бети Гилпин, Ема Робъртс и Хилари Суонк.
Филмът е пуснат по кината в Съединените щати от 13 март 2020 г. от Universal Pictures и получава смесени отзиви от критиците.

## Актьорски състав
| Актьор        | Роля        |
| ------------- | ----------- |
| Айк Баринхолц | Моузес      |
| Бети Гилпин   | Кристал Мей |
| Ейми Мадиган  | Миранда     |
| Ема Робъртс   | Йога Пентс  |
| Итън Супли    | Гари        |
| Хилари Суонк  | Атина Стоун |